# Роя (Співачка)
Рояла Якуб-кизи Наджафова (азерб. Röyalə Yaqub qızı Nəcəfova), відома як Роя Айхан (азерб. Röya Ayxan) або ж просто Роя (азерб. Röya) — азербайджанська співачка.

## Біографія
Роя Айхан народилася 14 червня 1982 року в Агдамському районі. Отримала початкову освіту в школі № 5 Насімінського району міста Баку. У 2004 вступила на факультет міжнародного права Бакинського державного університету.
Вперше виступала в групі W-trio Вагіфа Герайзаде; незабаром почала сольну кар'єру поза групою. Її перший сольний концерт під назвою «Bu gecə» (укр. Ця ніч) відбувся у палаці імені Гейдара Алієва у 2005 році. У тому ж році отримала приз глядацьких симпатій на конкурсі молодих виконавців в Ялті. У 2006 вона тричі виступала з концертною програмою «Darıxmışam» в тому ж палаці. 15 вересня вона виступила на стадіоні Şəfa. За опитуваннями продюсерського центру V&V у 2006 році Роя перемогла у двох номінаціях: «Виконавець року» і «Концерт року».
Співачка піддавалася критиці в Ірані та Азербайджані за надмірно провокаційні костюми та поведінку на сцені
У 2013 році зняла кліп у співпраці з Самі Насері, головним героєм фільму «Таксі» на пісню «Günahsız günahım» «Безгрішний гріх»
У 2013 визнана співачкою року в Азербайджані за версією премії «Qrand» («Гранд»), і удостоєна премії за хіт року.
У 2013 році Роя набрала 1 мільйон переглядів на youtube кліпом «Göndər» («Відправ») за 2 місяці з моменту презентації кліпу на youtube. У листопаді 2013 року Роя знову переступила позначку в 1.000.000 переглядів кліпом «Gemiciler» («Моряки») турецькою мовою за місяць з моменту релізу кліпу на Youtube.
Розлучена, має сина Гусейна.

## Дискографія

### Альбоми
- Söyle (2004)
- Ilgar (2006)
- Nazli (2007)
- Aldatma (2008)
- Gel Danış (2008)
- Bax (2009)

- Göndər (2012)
- Gemiciler (2013)

### Сингли
- Qatar (2002)
- Bilersenmi (2003)
- Yalan Sözlər (2004)
- Cücə (2004)
- Söylə (2004)
- Uninstall master nəğməsi (2004)
- Dostum (2004)
- Küləklər əsdi (2004)
- Sev məni (2004)
- Əlvida, gedirəm (2005)
- Yadıma düşəndə (2005)
- Bahar (2006)
- Dəniz (2006)
- Səninəm (2006)
- Röya kimi (2006)
- Mən gedirəm (2007)
- Fərəh (2007)
- Azərbaycanım (2007)
- Sen oldun (2007)
- Kaybolan Yıllar (2007)
- Nazlı (2007)
- Narın yağış (2007)
- Təkcə Səni (2007)
- Səninlə (2007)
- Sen evlisən (2007)
- Qəfil Qedişin (2008)
- Gəl Barışaq (2008)
- Dön Gəl (2008)
- Yenə Yaz Gələcək (2008)
- Mən danışıram rəqsdən (2008)
- Qayıt Ömrümə (2008)
- Ayrılıq Olmayaydı (2008)
- Sənə qörə (2011)
- Gönder (2012)
- Günahsız günahım (2013)
- Vona nə ki var (2014)
- Kesin Bilgi (2015)
- Doldur Ürəyimi (2016)